# Jon jarl
För sonen till Sverker den äldre, se Johan Sverkersson den äldre. För brodern till Ragvald jarl, se dennes artikel.

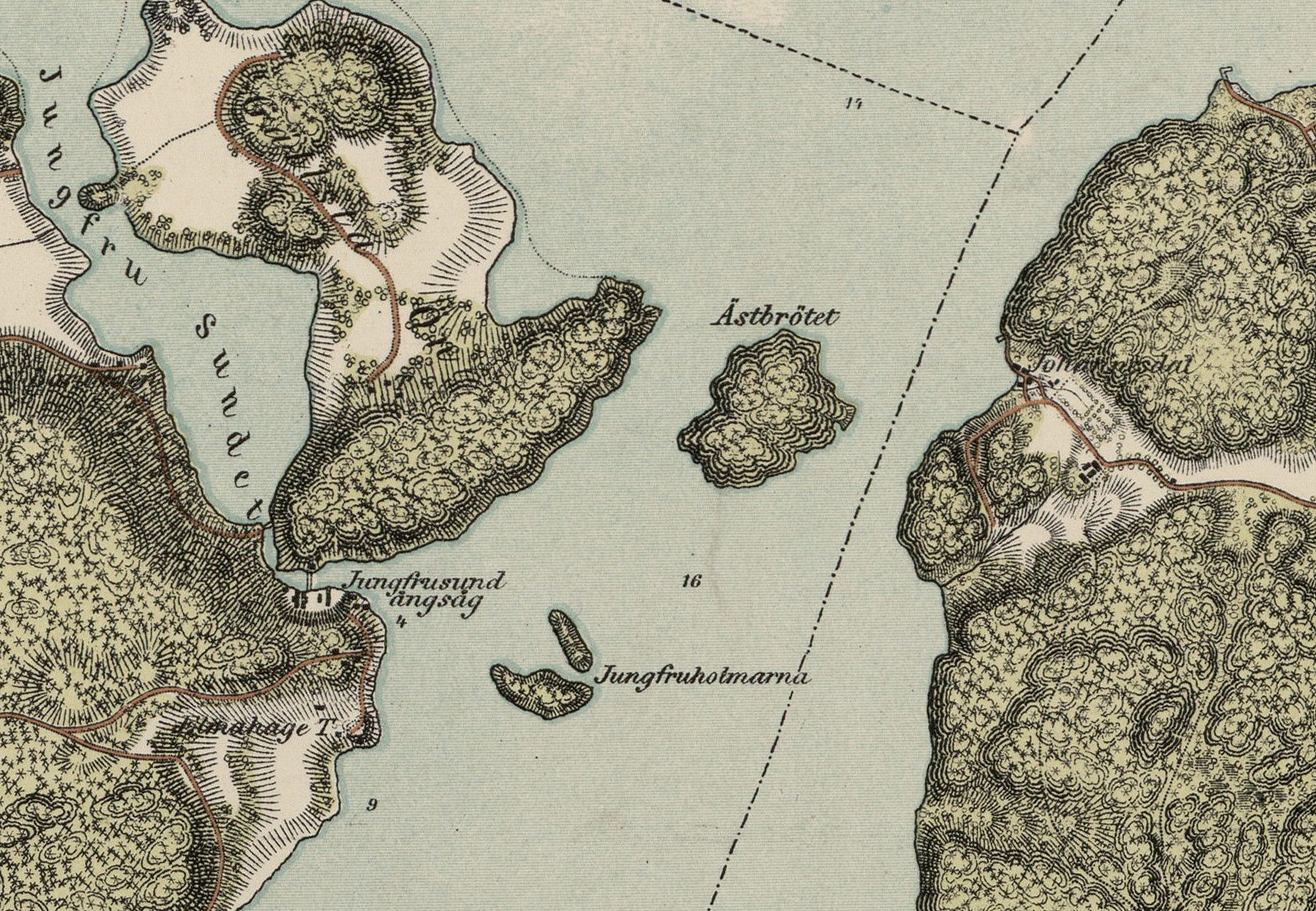
"Ästbrötet" 1861.

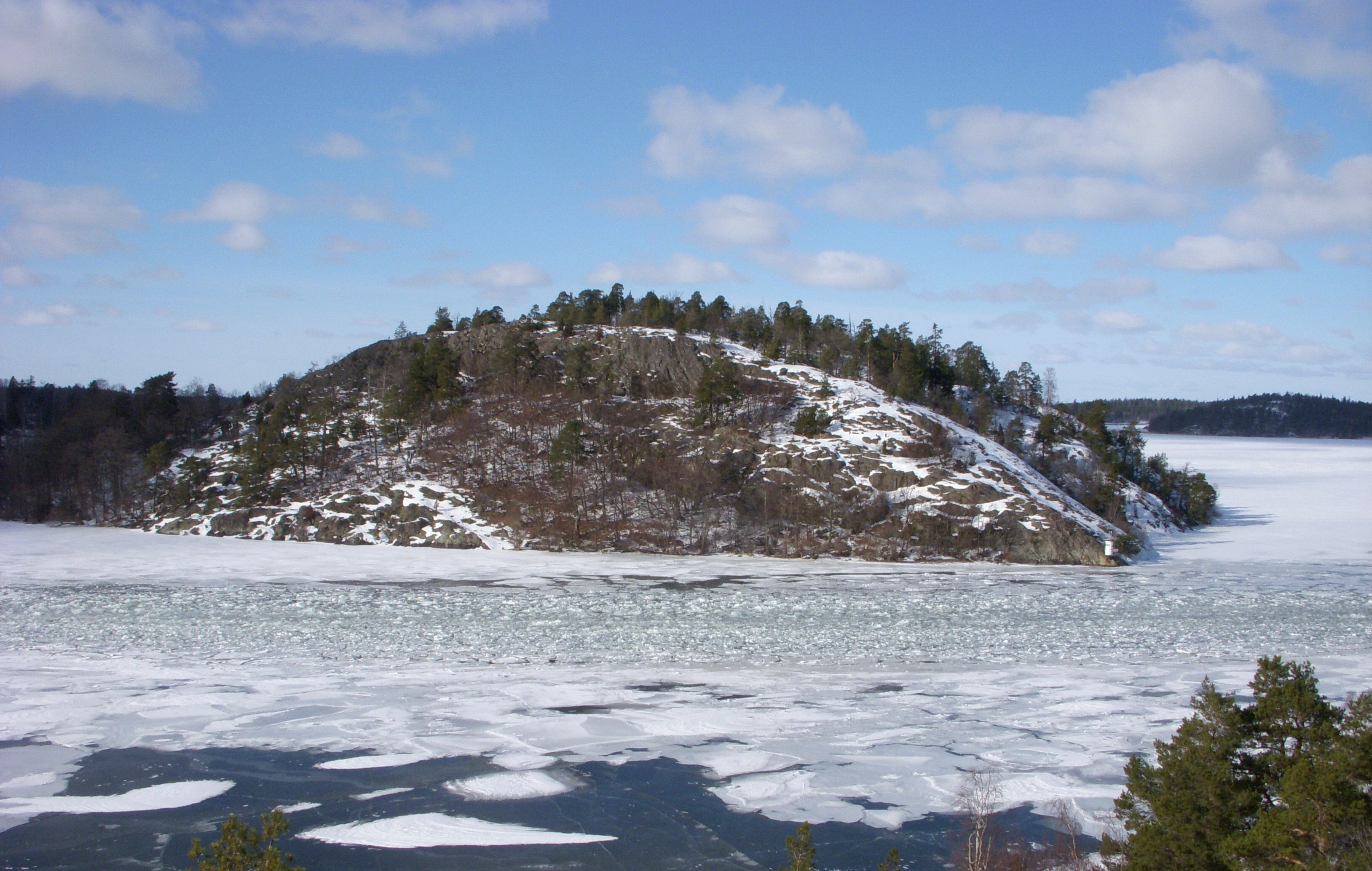
Estbröte sedd från Vårberg.

Jon jarl var en svensk jarl, enligt Erikskrönikan ihjälslagen, sannolikt i början av 1200-talet (enligt Ericus Olais krönika 1206), av karelska eller ryska sjörövare i Asknäs, Ekerö socken, vid Mälaren. Har i äldre berättande källor och litteratur ofta förväxlats med kung Johan Sverkersson.

## Jarl
Enligt Erikskrönikan var Jon Jarl en svensk jarl i österled med uppgift att värna riket mot ryssar och ingrer. Vissa källor (Sven Tunberg) håller för troligt att jarlen tillhört den sverkerska ätten och att han varit en konung Sverker den yngres "finlandsjarl" under nio år.

## De blodiga händelserna vid Asknäs enligt Erikskrönikan
Jon jarl blev enligt Erikskrönikan ihjälslagen på sin gård Askanäs på Ekerö av karelska eller ryska sjörövare samma natt som han återkommit från ett korståg bland ingrer och ryssar, efter att ha varit borta i nio år. 
Krönikan meddelar att:
Thz er swa sant som jak her læss
Jon jerl ward dræpin i askaness
Jons hustru flydde över fjärden till Hundhamra (idag Norsborg), samlade ihop folk och tog upp jakten på förövarna. 
Man hann upp och nedkämpade dem vid "Eesta skär" (idag Estbröte, en hög holme i farleden mellan Ekerö och Johannesdal, Stockholms sydvästra hörn). 
Hur exakt krönikan återger det faktiska händelseförloppet är oklart:
| Thz er swa sant som jak her läss            | Det är så sant som jag här läser             |
| Jon Jerl ward dräpin i askaness             | Jon Jarl blev dräpt i Askanäs                |
| Ther vte haffde warit nyo aar               | Som ute hade varit nio år                    |
| swa at han aldrigh mällom hema war          | så att han aldrig mellan hemma var           |
| ok striit mz rytza ok ingerboo              | och stridit med ryssar och ingermanlänningar |
| fore gudz skuld ok the helga troo           | för guds skull och den helga tro             |
| Försto nat ther han kom heem                | Första natten då han kom hem                 |
| tha ward han slaghen i häll aff them        | då blev han slagen ihjäl av dem              |
| Hans hustrw rymde til hundhamar             | Hans hustru rymde till Hundhamra             |
| hon haffde sorgh ok mykin jammer            | hon hade sorg och mycket jämmer              |
| j sith hierta ok i sin hugha                | i sitt hjärta och i sin håg                  |
| tha took the ädela rena frwa                | Då tog den ädla rena fruga                   |
| ok sampnade folk ok mykin makt              | och samlade folk och mycket makt             |
| ok drap them alla swa er mik sakt           | och dräpte dem alla så är mig sagt           |
| vpa eth berg som heyter eesta skär          | uppå ett berg som heter Esta Skär            |
| Alle loto the liffuit ther                  | Alla förlorade de livet där                  |
| Ok loot dragha thera skip a land ok brenna  | och lät draga deras skepp i land och bränna  |
| fore thy at sorghin var tha komen til henna | för ty att sorgen var då kommen till henne   |

## Gravsten
Det är troligen Jon jarl som på en odaterad gravsten i Linköpings domkyrka kallas "Johannes dux" och "hedningarnas skräck".